# 渡辺一太郎
渡辺 一太郎（わたなべ いちたろう、1909年（明治42年）4月6日 – 1991年（平成3年）1月22日）は、昭和期の内務・警察官僚、政治家。参議院議員、千葉県副知事。

## 経歴
東京府出身。日本大学専門部を経て、1934年（昭和9年）同大学法文学部を卒業した。1936年（昭和11年）長野県巡査に任官。1938年（昭和13年）10月、高等試験行政科試験に合格し、厚生省に入省。以後、徳島県農務課長、鹿児島県庶務課長、神奈川県商工課長、鳥取県警察部長、警察庁参事官、千葉県警察本部長、臨時行政調査会専門委員などを歴任。1963年（昭和38年）千葉県副知事に就任した。また、戦時中は陸軍司政官に転出した。
1968年（昭和43年）7月の第8回参議院議員通常選挙に千葉県地方区から自由民主党公認で出馬して当選し、参議院議員に1期在任した。この間、第1次田中角栄内閣・北海道開発政務次官、自民党行政調査会副会長などを務めた。その後、第10回通常選挙に立候補したが落選した。
以後、松戸公産取締役社長などを務めた。

## 著作
- 『元号について』渡辺一太郎、1971年。

## 脚註